# Yoko Kawakubo
Yōko Kawakubo (川久保 洋子, Kawakubo Yōko), née le 22 novembre 1979, est une violoniste japonaise.

## Formation
Elle étudie tout d’abord le violon moderne à l’école de musique Toho-Gakuen à Tokyo. En parallèle, elle se forme au violon baroque à l’Université Nationale des Beaux-Arts et de la Musique de Tokyo, puis  au Conservatoire national supérieur de musique et de danse de Lyon.
Ses professeurs principaux sont Maki Yoshida, Akiko Tatsumi, Natsumi Wakamatsu, Amandine Beyer et Odile Edouard.

## Carrière

### Enseignement
Titulaire d’un diplôme de pédagogie, elle enseigne le violon baroque au Conservatoire à rayonnement régional de Lyon.

### Ensembles
Elle est fondatrice et co-directrice artistique de l’Ensemble Les Timbres depuis 2007 avec Myriam Rignol et Julien Wolfs,,.
Elle collabore activement avec Gli Incogniti (Amandine Beyer), le Bach Collegium Japan (Masaaki Suzuki), Ensemble Pygmalion (Raphaël Pichon), Le Poème Harmonique (Vincent Dumestre), l’Orchestra Libera Classica (Hidemi Suzuki), Le Concert Français (Pierre Hantaï), Le Caravansérail (Bertrand Cuiller),,,,,.

### Récompenses
- 2007 - 4e premio, au 9e Concours international de violon baroque Premio Bonporti[13],[14].
- 2008 - 4e premio et prix du public au 10e Concours international de musique de chambre Premio Bonporti avec l'Ensemble les Timbres[15].
- 2009 - 1er prix du Festival de musique ancienne de Bruges et prix de la meilleure création contemporaine sous l’acronyme YoJu-Mi KaWoRi avec l'Ensemble les Timbres[16],[17].
- 2012 - prix Pro Musicis avec l'Ensemble les Timbres[18],[15] .
- 2013 - 3e prix et prix du public du Internationale Telemann Wettbewerb à Magdebourg avec l'Ensemble les Timbres[19].

## Discographie

### Musique de chambre

#### avecLes Timbres
- La Gamme & autres morceaux de simphonie pour le violon, la viole et le clavecin - Marin Marais, diapason d'or, 2022[20],[21].
- Sonate à doi, violine & viola da gamba con cembalo opus I & 2 - Dietrich Buxtehude, 2020, diapason d'or[22],[23].
- Concerts Royaux - François Couperin, 2018, diapason d'or[24],[25].
- La Suave melodia avec Harmonia Lenis - Andrea Falconieri,  Dario Castello, Giovanni Paolo Cima, Tarquinio Merula, Marco Uccellini, Giovanni Battista Buonamente, Giovanni Gabrieli, Giovanni Battista Riccio, Francesco Turini, Giovanni Martino Cesare, Agostino Guerrieri, 2015[26]
- Pièces de Clavecin en concert, intégrale - Jean-Philippe Rameau, 2014 diapason d'or[27],[28].

#### avec Gli Incogniti
- Rosenmüller: Beatus vir ? Motets & Sonates, 2010[29].
- Arcangelo Corelli : the complete Concerti Grossi, 2013[30]
- Vivaldi: Teatro alla moda, 2015[31].
- Vivaldi: Concerti per due violini, 2016[32].
- CPE Bach, Beyond the limits, Complete string symphonies, 2019[33].
- Il mondo al rovescio, 2022[34].

#### avec d'autres ensembles
- Le coucher du Roi, musiques pour la chambre de Louis XIV avec Thibaut Roussel et Les Musiciens du Roi, 2021[35].
- Musica progresiva en la España barroca avec Medio Registro, 2017[36],[37].

### En orchestre

#### avecPygmalion
- Enfers, récital, Stéphane Degout, 2018[38],[39].
- Matthaus-Passion - Jean-Sébastien Bach, 2022[40].
- Libertà ! Mozart et l'opéra, 2019[41].

#### avec Orchestra Libera Classica
- Konzert für violoncello and orchestra Wq 170, C.P.E. Bach - Symphonie nr 12, J. Haydn, 2006[42],[43].

#### avec Vinsanto
- Pachelbel, Marcello, Zelenka, Handel, Bach, 2007[44].

#### avec Le Caravansérail
- A fancy: fantasy on english airs & tunes, 2017[45],[46],[47].

#### avecGli Angeli(en)
- Cantatas for Bass, BWV 56, 82, 158, 203 - Jean-Sébastien Bach, 2022[48].